# Alexander Baburin
Alexander Baburin, nascut Aleksandr Ievguénievitx Baburin, rus: Александр Евгеньевич Бабурин, (Gorki, 19 de febrer de 1967), és un jugador d'escacs irlandès d'origen rus, que té el títol de Gran Mestre des de 1996. El 1993 va anar a viure a Dublín, i va adquirir la nacionalitat irlandesa.
A la llista d'Elo de la FIDE de l'abril de 2020, hi tenia un Elo de 2416 punts, cosa que en feia el jugador número 3 (en actiu) d'Irlanda. El seu màxim Elo va ser de 2600 punts, a la llista de gener de 1998 (posició 70 al rànquing mundial).

## Resultats destacats en competició
El 1991 fou primer a Budapest, empatat amb Christofer Lutz. El 1995 empatà al primer lloc a Dublín. El 1997 fou primer a San Francisco, i també al torneig de l'Illa de Man, amb 8/9 punts. El 1999 empatà al primer lloc amb Tiger Hillarp Persson a la Politiken Cup a Copenhague.
El 2008 va vèncer en el Campionat d'Irlanda, en l'única ocasió que hi ha participat, amb certa controvèrsia, en no ser irlandès de naixement.

### Participació en competicions per equips
Ha participat, representant Irlanda, en sis olimpíades d'escacs, entre 1996 i 2008, sempre al primer tauler, amb un resultat global de +18 =37 –12.

## Altres activitats relacionades amb els escacs
Baburin és editor en cap del diari d'escacs distribuït per e-mail Chess Today. També ha escrit per l'editorial Batsford el llibre Winning Pawn Structures (2003).

### Obres
- Baburin, Alexander. Winning Pawn Structures.  Batsford, 2003. ISBN 978-0-7134-8009-2.